# マイドゥグリ
マイドゥグリ（Maiduguri）は、ナイジェリア北東部の都市。ボルノ州の州都である。
2007年の人口は約219.7万人。

## 歴史
マイドゥグリは1000年以上にわたってカネム・ボルヌ帝国の支配下にあったのち、イギリスの植民地となった。1905年、当時の支配者層はマイドゥグリに遷都し、以後マイドゥグリはこの地方の中心都市となった。
2006年2月18日、ムハンマド風刺漫画掲載問題のため暴動が起こり、およそ12個の教会が破壊された。
2024年9月、マイドゥグリの南20キロの地点にある、ヌガッダ川のアラウダムから水があふれて洪水が発生。市街地が冠水して2万3000世帯超が影響を受けた。

### テロ
- 2010年12月24日、イスラム原理主義組織とみられる武装組織が3つの教会を攻撃。6人が死亡し、教会のうち1つは焼け落ちた[2]。
- 2014年3月1日、市内の繁華街ゴマリで2回の爆発。35人以上が死亡[3]。
- 2015年頃まで、周辺一帯が武装組織ボコ・ハラムによる影響を受けていた。2016年9月現在も、ボコ・ハラムにより移動を強いられた住民らの難民キャンプが郊外に存在する[4]。
- 2017年12月25日、郊外の村の検問所が襲撃を受けるものの、政府軍側は撃退を発表。後日、ボコ・ハラム側が襲撃を主張するメッセージを公開[5]。

## 住民
マイドゥグリ住民のほとんどはイスラム教徒のカヌリ人である。

## 地理
ナイジェリアの北東部に位置する。チャド湖へ流入する河川の一つであるンガダ川のほとりにある。チャドの首都ンジャメナには東に約260km（カメルーンを通過）。カノ州の州都カノには西に約600km（直線距離で約500km）。ナイジェリアの首都アブジャには南西に約860km（直線距離で約670㎞）。

## 気候
ケッペンの気候区分ではステップ気候に区分される。10月~4月までの間は乾季となり、ほとんど雨が降らず、湿度が非常に低く乾燥した日が続く。乾季の終わりにあたる4月の日中は非常に高温となり、40℃前後の日が続く。雨季はおおよそ3~4か月と短いものの、7月と8月を中心にある程度まとまった降水が見られる。一年を通じて日照に恵まれ、雨季の間も降水量の割に日照が多い。
| マイドゥグリの気候                                                                           | マイドゥグリの気候 | マイドゥグリの気候 | マイドゥグリの気候 | マイドゥグリの気候 | マイドゥグリの気候 | マイドゥグリの気候 | マイドゥグリの気候 | マイドゥグリの気候 | マイドゥグリの気候 | マイドゥグリの気候 | マイドゥグリの気候 | マイドゥグリの気候 | マイドゥグリの気候 |
| 月                                                                                           | 1月                | 2月                | 3月                | 4月                | 5月                | 6月                | 7月                | 8月                | 9月                | 10月               | 11月               | 12月               | 年                 |
| -------------------------------------------------------------------------------------------- | ------------------ | ------------------ | ------------------ | ------------------ | ------------------ | ------------------ | ------------------ | ------------------ | ------------------ | ------------------ | ------------------ | ------------------ | ------------------ |
| 最高気温記録 °C （°F）                                                                       | 40 (104)           | 42 (108)           | 44 (111)           | 46 (115)           | 47 (117)           | 42 (108)           | 43 (109)           | 36 (97)            | 38 (100)           | 39 (102)           | 39 (102)           | 38 (100)           | 47 (117)           |
| 平均最高気温 °C （°F）                                                                       | 31.9 (89.4)        | 34.6 (94.3)        | 37.8 (100)         | 40.1 (104.2)       | 39.4 (102.9)       | 36.4 (97.5)        | 33.2 (91.8)        | 32.0 (89.6)        | 33.7 (92.7)        | 36.4 (97.5)        | 34.2 (93.6)        | 32.3 (90.1)        | 35.2 (95.4)        |
| 日平均気温 °C （°F）                                                                         | 21.8 (71.2)        | 24.8 (76.6)        | 29.3 (84.7)        | 32.6 (90.7)        | 32.5 (90.5)        | 30.2 (86.4)        | 27.5 (81.5)        | 26.6 (79.9)        | 27.2 (81)          | 27.9 (82.2)        | 24.9 (76.8)        | 23.2 (73.8)        | 27.4 (81.3)        |
| 平均最低気温 °C （°F）                                                                       | 12.6 (54.7)        | 15.3 (59.5)        | 19.7 (67.5)        | 21.9 (71.4)        | 25.5 (77.9)        | 24.5 (76.1)        | 22.9 (73.2)        | 22.3 (72.1)        | 22.4 (72.3)        | 20.7 (69.3)        | 16.0 (60.8)        | 13.1 (55.6)        | 19.9 (67.8)        |
| 最低気温記録 °C （°F）                                                                       | 8 (46)             | 10 (50)            | 15 (59)            | 12 (54)            | 18 (64)            | 19 (66)            | 20 (68)            | 19 (66)            | 20 (68)            | 15 (59)            | 10 (50)            | 5 (41)             | 5 (41)             |
| 降水量 mm （inch）                                                                           | 0.0 (0)            | 0.0 (0)            | 0.3 (0.012)        | 13.0 (0.512)       | 30.5 (1.201)       | 73.8 (2.906)       | 147.1 (5.791)      | 193.2 (7.606)      | 83.0 (3.268)       | 11.1 (0.437)       | 0.0 (0)            | 0.1 (0.004)        | 552.1 (21.736)     |
| 平均降水日数 （≥1.0 mm）                                                                     | 0.0                | 0.0                | 0.5                | 1.6                | 4.0                | 7.0                | 10.7               | 10.7               | 6.8                | 1.4                | 0.0                | 0.0                | 42.7               |
| % 湿度                                                                                       | 15.4               | 11.2               | 12.0               | 17.5               | 28.4               | 38.4               | 55.5               | 63.4               | 54.8               | 30.2               | 19.0               | 19.6               | 30.2               |
| 平均月間日照時間                                                                             | 266.6              | 249.2              | 257.3              | 237.0              | 263.5              | 249.0              | 217.0              | 204.6              | 225.0              | 285.2              | 282.0              | 275.9              | 3,012.3            |
| 平均日照時間                                                                                 | 8.6                | 8.9                | 8.3                | 7.9                | 8.5                | 8.3                | 7.0                | 6.6                | 7.5                | 9.2                | 9.4                | 8.9                | 8.26               |
| 出典1：NOAA, Climate Charts (latitude: 11°51'N; longitude: 013°05'E; elevation: 354m, 1161') |                    |                    |                    |                    |                    |                    |                    |                    |                    |                    |                    |                    |                    |
| 出典2：Voodoo Skies for record temperatures                                                  |                    |                    |                    |                    |                    |                    |                    |                    |                    |                    |                    |                    |                    |

## 経済
ナイジェリア北東部の主要な交易拠点である。経済は主にサービス業と商業（交易）であり、少ない割合ながら工業もある。

## 交通

### 鉄道
マイドゥグリはポートハーコートやラゴスからの鉄道（East Line）の終着駅であり、ナイジェリア北東端の交通の要衝である。

### 空港
- マイドゥグリ国際空港

## 文化
プロサッカークラブのエル・カネミ・ウォリアーズ（El-Kanemi Warriors F.C.）の本拠地である。

## 教育
高等教育機関として、マイドゥグリ大学（University of Maiduguri (UNIMAID)）がある。